# Záhorská Bystrica
Záhorská Bystrica (em alemão: Bisternitz)  é um bairro de Bratislava, capital da Eslováquia. Está situado no distrito de Bratislava IV, na região de Bratislava. Tem 32,3 km² de área e sua população em 2018 foi estimada em 5.619 habitantes.